# Kaštavar
Kaštavar (en serbe cyrillique : Каштавар) est un village de Serbie situé sur le territoire de la Ville de Leskovac, district de Jablanica. Au recensement de 2011, il comptait 50 habitants.

## Démographie
| 1948 | 1953 | 1961 | 1971 | 1981 | 1991 | 2002 | 2011 |
| ---- | ---- | ---- | ---- | ---- | ---- | ---- | ---- |
| 238  | 253  | 222  | 174  | 119  | 113  | 68   | 50   |

|  |